# Jakob Nielsen (matemàtic)
Jakob Nielsen   (Mjels, 15 d'octubre de 1890 - Helsingør, 3 d'agost de 1959) va ser un matemàtic danès.

## Vida i Obra
Nielsen va néixer a l'illa d'Als, en aquella época de sobirania prussiana. La seva mare va morir quan era nen i va viure amb una tia. Va acabar els estudis secundaris a Rendsburg el 1907 i l'any següent va ingressar a la universitat de Kiel, on va obtenir el doctorat el 1913. En acabar, va ser cridat a files i va estar a l'exèrcit alemany durant tota la Primera Guerra Mundial, sent destinat primer a Bèlgica i després a Turquia.
El 1919, en deixar l'exèrcit, va estar uns mesos de 1919 a la universitat de Göttingen i el 1920 va ser nomenat professor de la universitat de Breslau. El 1920 es va fer un plebiscit a resultes del qual l'illa d'Als va passar a ser de sobirania danesa. Com que ell va escollir la ciutadania danesa, no va poder continuar a la universitat alemanya de Breslau i va marxar el 1921 a Copenhaguen on va obtenir una plaça de professor de matemàtiques a la Reial Universitat Veterinària i Agrícola. En aquest any va començar les seves recerques sobre el teorema del punt fix de Lefschetz que el van porta a desenvolupar el que avui es coneix com a teoria de Nielsen.
El 1925, en jubilar-se Christian Juel, va ocupar el seu lloc a la Universitat Tècnica de Dinamarca i el 1951, en retirar-se Harald Bohr, va passar a ser catedràtic de la universitat de Copenhagen. El 1945 havia sigut delegat danès a la conferència internacional que va crear la UNESCO i el 1952 va ser escollit membre del consell executiu de l'organització. La carga de treball que li representava això va fer que es retirés de la universitat el 1955, tot i que va continuar fent recerca pel seu compte.
Nielsen va publicar una quarantena llarga d'articles i una desena de llibres de text. Els seus temes principals van ser la teoria de grups combinatoris (de la qual se'l considera un dels fundadors), la topologia de superfícies i la teoria dels punts fixos.
El 1980, sota els auspicis de la Societat Matemàtica de Dinamarca, es van començar els treballs d'edició de les seves obres que van ser publicades en dos volums el 1986 amb el títol de Jakob Nielsen, Collected Mathematical Papers (primer volum de 1913 a 1932 i segon volum de 1932 a 1955).